# Éliminatoires de la Coupe du monde de football 2014, zone Amérique du Nord, Centrale et Caraïbes, deuxième tour
Cet article donne les résultats du deuxième tour de la zone Amérique du Nord, Centrale et Caraïbes pour les éliminatoires de la coupe du monde de football 2014.

## Groupe 1

### Résultats
| Rang | Équipe                 | Pts | J | G | N | P | Bp | Bc | Diff |  | Résultats (▼ dom., ► ext.) |     |     |     |     |
| ---- | ---------------------- | --- | - | - | - | - | -- | -- | ---- |  | -------------------------- | --- | --- | --- | --- |
| 1    | Salvador               | 18  | 6 | 6 | 0 | 0 | 20 | 5  | +15  |  | Salvador                   |     | 3-2 | 4-0 | 4-0 |
| 2    | République dominicaine | 8   | 6 | 2 | 2 | 2 | 12 | 8  | +4   |  | République dominicaine     | 1-2 |     | 1-1 | 4-0 |
| 3    | Suriname               | 7   | 6 | 2 | 1 | 3 | 5  | 11 | -6   |  | Suriname                   | 1-3 | 1-3 |     | 1-0 |
| 4    | Îles Caïmans           | 1   | 6 | 0 | 1 | 5 | 2  | 15 | -13  |  | Îles Caïmans               | 1-4 | 1-1 | 0-1 |     |

### Détails des rencontres
| 2 septembre 2011 | Suriname         | 1 – 0 | Îles Caïmans | André Kamperveen Stadion, Paramaribo          |                                               |
| 18:00 UTC-3      | Mando 11e (pen.) |       |              | Spectateurs : 1 000 Arbitrage : Adrian Skeete | Spectateurs : 1 000 Arbitrage : Adrian Skeete |
| 18:00 UTC-3      | Rapport          |       |              | Spectateurs : 1 000 Arbitrage : Adrian Skeete | Spectateurs : 1 000 Arbitrage : Adrian Skeete |

| 2 septembre 2011 | Salvador                      | 3 – 2 | République dominicaine | Estadio Cuscatlan, San Salvador                            |                                                            |
| 19:30 UTC-6      | Zelaya 54e 77e · Bautista 63e |       | 44e Cruz · 89e Peralta | Spectateurs : 25 272 Arbitrage : Luis Rodriguez De La Rosa | Spectateurs : 25 272 Arbitrage : Luis Rodriguez De La Rosa |
| 19:30 UTC-6      | Rapport                       |       |                        | Spectateurs : 25 272 Arbitrage : Luis Rodriguez De La Rosa | Spectateurs : 25 272 Arbitrage : Luis Rodriguez De La Rosa |

| 6 septembre 2011 | République dominicaine | 1 – 1 | Suriname         | Estadio Panamericano, San Cristobal         |                                             |
| 15:00 UTC-4      | Ozuna 68e              |       | 25e (pen.) Mando | Spectateurs : 2 300 Arbitrage : Raul Castro | Spectateurs : 2 300 Arbitrage : Raul Castro |
| 15:00 UTC-4      | Rapport                |       |                  | Spectateurs : 2 300 Arbitrage : Raul Castro | Spectateurs : 2 300 Arbitrage : Raul Castro |

| 6 septembre 2011 | Îles Caïmans      | 1 – 4 | Salvador                                    | Truman BS Complex, George Town              |                                             |
| 19:30 UTC-5      | Ebanks 74e (pen.) |       | 50e Bautista · 62e 80e Anaya · 90+3e García | Spectateurs : 2 200 Arbitrage : Elmar Rodas | Spectateurs : 2 200 Arbitrage : Elmar Rodas |
| 19:30 UTC-5      | Rapport           |       |                                             | Spectateurs : 2 200 Arbitrage : Elmar Rodas | Spectateurs : 2 200 Arbitrage : Elmar Rodas |

| 7 octobre 2011 | République dominicaine | 1 – 2 | Salvador                       | Estadio Panamericano, San Cristobal                    |                                                        |
| 15:05 UTC-4    | Ozuna 54e              |       | 37e (pen.) Romero · 67e Blanco | Spectateurs : 2 323 Arbitrage : Ricardo Cerdas Sanchez | Spectateurs : 2 323 Arbitrage : Ricardo Cerdas Sanchez |
| 15:05 UTC-4    | Rapport                |       |                                | Spectateurs : 2 323 Arbitrage : Ricardo Cerdas Sanchez | Spectateurs : 2 323 Arbitrage : Ricardo Cerdas Sanchez |

| 7 octobre 2011 | Îles Caïmans | 0 – 1 | Suriname    | Truman BS Complex, George Town                  |                                                 |
| 19:30 UTC-5    |              |       | 57e Drenthe | Spectateurs : 2 100 Arbitrage : Edvin Jurisevic | Spectateurs : 2 100 Arbitrage : Edvin Jurisevic |
| 19:30 UTC-5    | Rapport      |       |             | Spectateurs : 2 100 Arbitrage : Edvin Jurisevic | Spectateurs : 2 100 Arbitrage : Edvin Jurisevic |

| 11 octobre 2011 | Suriname   | 1 – 3 | République dominicaine  | André Kamperveen Stadion, Paramaribo      |                                           |
| 18:00 UTC-3     | Kwasie 81e |       | 9e Faña · 47e 76e Ozuna | Spectateurs : 1 200 Arbitrage : Paul Ward | Spectateurs : 1 200 Arbitrage : Paul Ward |
| 18:00 UTC-3     | Rapport    |       |                         | Spectateurs : 1 200 Arbitrage : Paul Ward | Spectateurs : 1 200 Arbitrage : Paul Ward |

| 11 octobre 2011 | Salvador                                               | 4 – 0 | Îles Caïmans | Estadio Cuscatlan, San Salvador                     |                                                     |
| 19:30 UTC-6     | Turcios 6e · Purdy 13e · J. Alas 45e · Sosa 88e (pen.) |       |              | Spectateurs : 17 570 Arbitrage : Hugo Cruz Alvarado | Spectateurs : 17 570 Arbitrage : Hugo Cruz Alvarado |
| 19:30 UTC-6     | Rapport                                                |       |              | Spectateurs : 17 570 Arbitrage : Hugo Cruz Alvarado | Spectateurs : 17 570 Arbitrage : Hugo Cruz Alvarado |

| 11 novembre 2011 | République dominicaine                                | 4 – 0 | Îles Caïmans | Estadio Panamericano, San Cristobal           |                                               |
| 15:00 UTC-4      | Navarro 17e · Ozuna 38e · Rodríguez 64e · Morillo 79e |       |              | Spectateurs : 1 000 Arbitrage : José Guerrero | Spectateurs : 1 000 Arbitrage : José Guerrero |
| 15:00 UTC-4      | Rapport                                               |       |              | Spectateurs : 1 000 Arbitrage : José Guerrero | Spectateurs : 1 000 Arbitrage : José Guerrero |

| 11 novembre 2011 | Suriname      | 1 – 3 | Salvador                     | André Kamperveen Stadion, Paramaribo      |                                           |
| 20:00 UTC-3      | Esperance 81e |       | 21e 58e Blanco · 78e Sánchez | Spectateurs : 500 Arbitrage : Marcos Brea | Spectateurs : 500 Arbitrage : Marcos Brea |
| 20:00 UTC-3      | Rapport       |       |                              | Spectateurs : 500 Arbitrage : Marcos Brea | Spectateurs : 500 Arbitrage : Marcos Brea |

| 14 novembre 2011 | Îles Caïmans | 1 – 1 | République dominicaine | Truman BS Complex, George Town |                           |
| 19:30 UTC-5      | Ebanks 75e   |       | 41e García             | Arbitrage : James Matthew      | Arbitrage : James Matthew |
| 19:30 UTC-5      | Rapport      |       |                        | Arbitrage : James Matthew      | Arbitrage : James Matthew |

| 15 novembre 2011 | Salvador                        | 4 – 0 | Suriname | Estadio Cuscatlan, San Salvador |                           |
| 19:30 UTC-6      | Romero 33e 62e · Burgos 76e 83e |       |          | Arbitrage : Javier Santos       | Arbitrage : Javier Santos |
| 19:30 UTC-6      | Rapport                         |       |          | Arbitrage : Javier Santos       | Arbitrage : Javier Santos |

## Groupe 2

### Résultats
| Rang | Équipe            | Pts | J | G | N | P | Bp | Bc | Diff |  | Résultats (▼ dom., ► ext.) |     |     |     |     |
| ---- | ----------------- | --- | - | - | - | - | -- | -- | ---- |  | -------------------------- | --- | --- | --- | --- |
| 1    | Guyana            | 13  | 6 | 4 | 1 | 1 | 9  | 5  | +4   |  | Guyana                     |     | 2-1 | 2-1 | 2-0 |
| 2    | Trinité-et-Tobago | 12  | 6 | 4 | 0 | 2 | 11 | 4  | +7   |  | Trinité-et-Tobago          | 2-0 |     | 1-0 | 4-0 |
| 3    | Bermudes          | 10  | 6 | 3 | 1 | 2 | 8  | 7  | +1   |  | Bermudes                   | 1-1 | 2-1 |     | 2-1 |
| 4    | Barbade           | 0   | 6 | 0 | 0 | 6 | 2  | 14 | -12  |  | Barbade                    | 0-2 | 0-2 | 1-2 |     |

### Détails des rencontres
| 2 septembre 2011 | Trinité-et-Tobago | 1 – 0 | Bermudes | Hasely Crawford Stadium, Port-d'Espagne      |                                              |
| 16:00 UTC-4      | Jones 45e         |       |          | Spectateurs : 6 000 Arbitrage : Jafeth Perea | Spectateurs : 6 000 Arbitrage : Jafeth Perea |
| 16:00 UTC-4      | Rapport           |       |          | Spectateurs : 6 000 Arbitrage : Jafeth Perea | Spectateurs : 6 000 Arbitrage : Jafeth Perea |

| 2 septembre 2011 | Guyana                    | 2 – 0 | Barbade | Providence Stadium, Georgetown                      |                                                     |
| 20:00 UTC-4      | Beveney 26e · Pollard 73e |       |         | Spectateurs : 4 500 Arbitrage : Canaan St-Catherine | Spectateurs : 4 500 Arbitrage : Canaan St-Catherine |
| 20:00 UTC-4      | Rapport                   |       |         | Spectateurs : 4 500 Arbitrage : Canaan St-Catherine | Spectateurs : 4 500 Arbitrage : Canaan St-Catherine |

| 6 septembre 2011 | Barbade | 0 – 2 | Trinité-et-Tobago        | Barbados National Stadium, Bridgetown              |                                                    |
| 16:00 UTC-4      |         |       | 20e Daniel · 69e Roberts | Spectateurs : 775 Arbitrage : Elmer Arturo Bonilla | Spectateurs : 775 Arbitrage : Elmer Arturo Bonilla |
| 16:00 UTC-4      | Rapport |       |                          | Spectateurs : 775 Arbitrage : Elmer Arturo Bonilla | Spectateurs : 775 Arbitrage : Elmer Arturo Bonilla |

| 6 septembre 2011 | Guyana        | 2 – 1 | Bermudes  | Providence Stadium, Georgetown              |                                             |
| 20:00 UTC-4      | Mills 50e 59e |       | 90e Smith | Spectateurs : 3 500 Arbitrage : Mark Geiger | Spectateurs : 3 500 Arbitrage : Mark Geiger |
| 20:00 UTC-4      | Rapport       |       |           | Spectateurs : 3 500 Arbitrage : Mark Geiger | Spectateurs : 3 500 Arbitrage : Mark Geiger |

| 7 octobre 2011 | Bermudes                | 2 – 1 | Trinité-et-Tobago | Bermuda National Stadium, Hamilton            |                                               |
| 16:00 UTC-4    | Russell 52e · Wells 63e |       | 82e Molino        | Spectateurs : 2 243 Arbitrage : Jeffrey Solis | Spectateurs : 2 243 Arbitrage : Jeffrey Solis |
| 16:00 UTC-4    | Rapport                 |       |                   | Spectateurs : 2 243 Arbitrage : Jeffrey Solis | Spectateurs : 2 243 Arbitrage : Jeffrey Solis |

| 7 octobre 2011 | Barbade | 0 – 2 | Guyana                 | Barbados National Stadium, Bridgetown         |                                               |
| 20:00 UTC-3    |         |       | 73e Abrams · 87e Nurse | Spectateurs : 2 500 Arbitrage : Alain Georges | Spectateurs : 2 500 Arbitrage : Alain Georges |
| 20:00 UTC-3    | Rapport |       |                        | Spectateurs : 2 500 Arbitrage : Alain Georges | Spectateurs : 2 500 Arbitrage : Alain Georges |

| 11 octobre 2011 | Trinité-et-Tobago               | 4 – 0 | Barbade | Hasely Crawford Stadium, Port-d'Espagne       |                                               |
| 17:00 UTC-4     | Peltier 6e 55e 63e · Hector 90e |       |         | Spectateurs : 3 000 Arbitrage : Raymond Bogle | Spectateurs : 3 000 Arbitrage : Raymond Bogle |
| 17:00 UTC-4     | Rapport                         |       |         | Spectateurs : 3 000 Arbitrage : Raymond Bogle | Spectateurs : 3 000 Arbitrage : Raymond Bogle |

| 11 octobre 2011 | Bermudes  | 1 – 1 | Guyana     | Bermuda National Stadium, Hamilton             |                                                |
| 20:00 UTC-3     | Nusum 71e |       | 81e Shakes | Spectateurs : 2 573 Arbitrage : Rudolph Angela | Spectateurs : 2 573 Arbitrage : Rudolph Angela |
| 20:00 UTC-3     | Rapport   |       |            | Spectateurs : 2 573 Arbitrage : Rudolph Angela | Spectateurs : 2 573 Arbitrage : Rudolph Angela |

| 11 novembre 2011 | Bermudes                      | 2 – 1 | Barbade    | Bermuda National Stadium, Hamilton           |                                              |
| 15:00 UTC-4      | Smith 28e (pen.) · Steede 49e |       | 7e Adamson | Spectateurs : 1 000 Arbitrage : Otto Barrios | Spectateurs : 1 000 Arbitrage : Otto Barrios |
| 15:00 UTC-4      | Rapport                       |       |            | Spectateurs : 1 000 Arbitrage : Otto Barrios | Spectateurs : 1 000 Arbitrage : Otto Barrios |

| 11 novembre 2011 | Guyana                | 2 – 1 | Trinité-et-Tobago | Providence Stadium, Georgetown                     |                                                    |
| 20:00 UTC-4      | Shakes 10e · Cort 81e |       | 90+3e Jones       | Spectateurs : 18 000 Arbitrage : Enrico Wijngaarde | Spectateurs : 18 000 Arbitrage : Enrico Wijngaarde |
| 20:00 UTC-4      | Rapport               |       |                   | Spectateurs : 18 000 Arbitrage : Enrico Wijngaarde | Spectateurs : 18 000 Arbitrage : Enrico Wijngaarde |

| 14 novembre 2011 | Barbade         | 1 – 2 | Bermudes                     | Barbados National Stadium, Bridgetown |                            |
| 20:00 UTC-4      | Grosvenor 90+2e |       | 46e Wells · 72e (pen.) Smith | Arbitrage : Roberto Moreno            | Arbitrage : Roberto Moreno |
| 20:00 UTC-4      | Rapport         |       |                              | Arbitrage : Roberto Moreno            | Arbitrage : Roberto Moreno |

| 15 novembre 2011 | Trinité-et-Tobago       | 2 – 0 | Guyana | Hasely Crawford Stadium, Port-d'Espagne |                                  |
| 17:00 UTC-4      | Jones 59e · Peltier 69e |       |        | Arbitrage : Marlon Alfonso Mejia        | Arbitrage : Marlon Alfonso Mejia |
| 17:00 UTC-4      | Rapport                 |       |        | Arbitrage : Marlon Alfonso Mejia        | Arbitrage : Marlon Alfonso Mejia |

## Groupe 3

### Résultats
| Rang | Équipe    | Pts | J | G | N | P | Bp | Bc | Diff |  | Résultats (▼ dom., ► ext.) |     |     |     |
| ---- | --------- | --- | - | - | - | - | -- | -- | ---- |  | -------------------------- | --- | --- | --- |
| 1    | Panama    | 12  | 4 | 4 | 0 | 0 | 15 | 2  | +13  |  | Panama                     |     | 5-1 | 3-0 |
| 2    | Nicaragua | 6   | 4 | 2 | 0 | 2 | 5  | 7  | -2   |  | Nicaragua                  | 1-2 |     | 1-0 |
| 3    | Dominique | 0   | 4 | 0 | 0 | 4 | 0  | 11 | -11  |  | Dominique                  | 0-5 | 0-2 |     |

Le 22 août 2011, la FIFA annonce que l'équipe des Bahamas, initialement placée dans le Groupe 3, se retire des éliminatoires.

### Détails des rencontres
| 2 septembre 2011 | Dominique | 0 – 2 | Nicaragua                   | Windsor Park, Roseau                            |                                                 |
| 18:00 UTC-4      |           |       | 1re Leguías · 36e Rodríguez | Spectateurs : 3 000 Arbitrage : Valdin Legister | Spectateurs : 3 000 Arbitrage : Valdin Legister |
| 18:00 UTC-4      | Rapport   |       |                             | Spectateurs : 3 000 Arbitrage : Valdin Legister | Spectateurs : 3 000 Arbitrage : Valdin Legister |

| 6 septembre 2011 | Nicaragua        | 1 – 2 | Panama                | Estadio Nacional, Managua                    |                                              |
| 19:00 UTC-6      | Torres 19e (csc) |       | Tejada 7e · Pérez 50e | Spectateurs : 10 521 Arbitrage : Oscar Reyna | Spectateurs : 10 521 Arbitrage : Oscar Reyna |
| 19:00 UTC-6      | Rapport          |       |                       | Spectateurs : 10 521 Arbitrage : Oscar Reyna | Spectateurs : 10 521 Arbitrage : Oscar Reyna |

| 7 octobre 2011 | Dominique | 0 – 5 | Panama                                                 | Windsor Park, Roseau                              |                                                   |
| 18:00 UTC-4    |           |       | 26e 89e Waithe · 34e Tejada · 57e Pérez · 62e Buitrago | Spectateurs : 4 000 Arbitrage : Enrico Wijngaarde | Spectateurs : 4 000 Arbitrage : Enrico Wijngaarde |
| 18:00 UTC-4    | Rapport   |       |                                                        | Spectateurs : 4 000 Arbitrage : Enrico Wijngaarde | Spectateurs : 4 000 Arbitrage : Enrico Wijngaarde |

| 11 octobre 2011 | Panama                             | 5 – 1 | Nicaragua | Estadio Rommel Fernández, Panama                   |                                                    |
| 20:00 UTC-5     | Tejada 27e 64e · Pérez 48e 51e 87e |       | 88e Reyes | Spectateurs : 10 846 Arbitrage : Edenilson Ventura | Spectateurs : 10 846 Arbitrage : Edenilson Ventura |
| 20:00 UTC-5     | Rapport                            |       |           | Spectateurs : 10 846 Arbitrage : Edenilson Ventura | Spectateurs : 10 846 Arbitrage : Edenilson Ventura |

| 11 novembre 2011 | Nicaragua   | 1 – 0 | Dominique | Estadio Nacional, Managua                          |                                                    |
| 19:00 UTC-6      | Leguías 57e |       |           | Spectateurs : 2 100 Arbitrage : Hugo Cruz Alvarado | Spectateurs : 2 100 Arbitrage : Hugo Cruz Alvarado |
| 19:00 UTC-6      | Rapport     |       |           | Spectateurs : 2 100 Arbitrage : Hugo Cruz Alvarado | Spectateurs : 2 100 Arbitrage : Hugo Cruz Alvarado |

| 15 novembre 2011 | Panama                                  | 3 – 0 | Dominique | Estadio Rommel Fernández, Panama |                          |
| 20:00 UTC-5      | Blackburn 6e · Buitrago 20e · Pérez 84e |       |           | Arbitrage : Terry Vaughn         | Arbitrage : Terry Vaughn |
| 20:00 UTC-5      | Rapport                                 |       |           | Arbitrage : Terry Vaughn         | Arbitrage : Terry Vaughn |

## Groupe 4

### Résultats
| Rang | Équipe                     | Pts | J | G | N | P | Bp | Bc | Diff |  | Résultats (▼ dom., ► ext.) |     |     |     |     |
| ---- | -------------------------- | --- | - | - | - | - | -- | -- | ---- |  | -------------------------- | --- | --- | --- | --- |
| 1    | Canada                     | 14  | 6 | 4 | 2 | 0 | 18 | 1  | +17  |  | Canada                     |     | 0-0 | 4-0 | 4-1 |
| 2    | Porto Rico                 | 9   | 6 | 2 | 3 | 1 | 8  | 4  | +4   |  | Porto Rico                 | 0-3 |     | 1-1 | 3-0 |
| 3    | Saint-Christophe-et-Niévès | 7   | 6 | 1 | 4 | 1 | 6  | 8  | -2   |  | Saint-Christophe-et-Niévès | 0-0 | 0-0 |     | 1-1 |
| 4    | Sainte-Lucie               | 1   | 6 | 0 | 1 | 5 | 4  | 23 | -19  |  | Sainte-Lucie               | 0-7 | 0-4 | 2-4 |     |

### Détails des rencontres
| 2 septembre 2011 | Canada                                                 | 4 – 1 | Sainte-Lucie | BMO Field, Toronto                            |                                               |
| 20:00 UTC-5      | Simpson 6e 61e · De Rosario 51e (pen.) · Johnson 90+1e |       | 7e Paul      | Spectateurs : 11 500 Arbitrage : Jair Marrufo | Spectateurs : 11 500 Arbitrage : Jair Marrufo |
| 20:00 UTC-5      | Rapport                                                |       |              | Spectateurs : 11 500 Arbitrage : Jair Marrufo | Spectateurs : 11 500 Arbitrage : Jair Marrufo |

| 2 septembre 2011 | Saint-Christophe-et-Niévès | 0 – 0 | Porto Rico | Warner Park, Basseterre                          |                                                  |
| 20:00 UTC-4      |                            |       |            | Spectateurs : 2 500 Arbitrage : Ricardo Arellano | Spectateurs : 2 500 Arbitrage : Ricardo Arellano |
| 20:00 UTC-4      | Rapport                    |       |            | Spectateurs : 2 500 Arbitrage : Ricardo Arellano | Spectateurs : 2 500 Arbitrage : Ricardo Arellano |

| 6 septembre 2011 | Sainte-Lucie            | 2 – 4 | Saint-Christophe-et-Niévès                     | Beausejour Stadium, Gros Islet               |                                              |
| 18:00 UTC-4      | Pierre 65e · Valcin 84e |       | 6e Lake · 12e Howe · 14e Jeffers · 44e Elliott | Spectateurs : 2 005 Arbitrage : Kevin Thomas | Spectateurs : 2 005 Arbitrage : Kevin Thomas |
| 18:00 UTC-4      | Rapport                 |       |                                                | Spectateurs : 2 005 Arbitrage : Kevin Thomas | Spectateurs : 2 005 Arbitrage : Kevin Thomas |

| 6 septembre 2011 | Porto Rico | 0 – 3 | Canada                                | Estadio Juan Ramón Loubriel, Bayamon              |                                                   |
| 20:00 UTC-4      |            |       | 41e Hume · 84e Jackson · 89e Ricketts | Spectateurs : 4 000 Arbitrage : Enrico Wijngaarde | Spectateurs : 4 000 Arbitrage : Enrico Wijngaarde |
| 20:00 UTC-4      | Rapport    |       |                                       | Spectateurs : 4 000 Arbitrage : Enrico Wijngaarde | Spectateurs : 4 000 Arbitrage : Enrico Wijngaarde |

| 7 octobre 2011 | Sainte-Lucie | 0 – 7 | Canada                                              | Beausejour Stadium, Gros Islet                |                                               |
| 18:00 UTC-4    |              |       | 18e 28e 40e Jackson · 34e 51e Occean · 72e 86e Hume | Spectateurs : 1 005 Arbitrage : Rolando Vidal | Spectateurs : 1 005 Arbitrage : Rolando Vidal |
| 18:00 UTC-4    | Rapport      |       |                                                     | Spectateurs : 1 005 Arbitrage : Rolando Vidal | Spectateurs : 1 005 Arbitrage : Rolando Vidal |

| 7 octobre 2011 | Porto Rico  | 1 – 1 | Saint-Christophe-et-Niévès | Estadio Juan Ramón Loubriel, Bayamon        |                                             |
| 20:00 UTC-4    | Cabrero 37e |       | 59e Lake                   | Spectateurs : 2 500 Arbitrage : Neal Brizan | Spectateurs : 2 500 Arbitrage : Neal Brizan |
| 20:00 UTC-4    | Rapport     |       |                            | Spectateurs : 2 500 Arbitrage : Neal Brizan | Spectateurs : 2 500 Arbitrage : Neal Brizan |

| 11 octobre 2011 | Canada  | 0 – 0 | Porto Rico | BMO Field, Toronto                                 |                                                    |
| 19:00 UTC-5     |         |       |            | Spectateurs : 12 178 Arbitrage : Stanley Lancaster | Spectateurs : 12 178 Arbitrage : Stanley Lancaster |
| 19:00 UTC-5     | Rapport |       |            | Spectateurs : 12 178 Arbitrage : Stanley Lancaster | Spectateurs : 12 178 Arbitrage : Stanley Lancaster |

| 12 octobre 2011 | Saint-Christophe-et-Niévès | 1 – 1 | Sainte-Lucie | Warner Park, Basseterre                       |                                               |
| 20:00 UTC-4     | Lake 83e                   |       | 74e Valcin   | Spectateurs : 1 000 Arbitrage : Adrian Skeete | Spectateurs : 1 000 Arbitrage : Adrian Skeete |
| 20:00 UTC-4     | Rapport                    |       |              | Spectateurs : 1 000 Arbitrage : Adrian Skeete | Spectateurs : 1 000 Arbitrage : Adrian Skeete |

| 11 novembre 2011 | Saint-Christophe-et-Niévès | 0 – 0 | Canada | Warner Park, Basseterre                              |                                                      |
| 20:00 UTC-4      |                            |       |        | Spectateurs : 4 000 Arbitrage : Elmer Arturo Bonilla | Spectateurs : 4 000 Arbitrage : Elmer Arturo Bonilla |
| 20:00 UTC-4      | Rapport                    |       |        | Spectateurs : 4 000 Arbitrage : Elmer Arturo Bonilla | Spectateurs : 4 000 Arbitrage : Elmer Arturo Bonilla |

| 11 novembre 2011 | Sainte-Lucie | 0 – 4 | Porto Rico                               | Estadio Juan Ramón Loubriel, Bayamon        |                                             |
| 20:00 UTC-4      |              |       | 4e Arrieta · 14e 46e Ramos · 54e Cabrero | Spectateurs : 350 Arbitrage : Kevile Holder | Spectateurs : 350 Arbitrage : Kevile Holder |
| 20:00 UTC-4      | Rapport      |       |                                          | Spectateurs : 350 Arbitrage : Kevile Holder | Spectateurs : 350 Arbitrage : Kevile Holder |

| 14 novembre 2011 | Porto Rico                  | 3 – 0 | Sainte-Lucie | Mayagüez Athletics Stadium, Mayagüez |                           |
| 20:00 UTC-4      | Ramos 13e 85e · Marrero 87e |       |              | Arbitrage : Bryan Willett            | Arbitrage : Bryan Willett |
| 20:00 UTC-4      | Rapport                     |       |              | Arbitrage : Bryan Willett            | Arbitrage : Bryan Willett |

| 15 novembre 2011 | Canada                                                            | 4 – 0 | Saint-Christophe-et-Niévès | BMO Field, Toronto                                      |                                                         |
| 19:00 UTC-5      | Occean 28e · De Rosario 36e (pen.) · Simpson 45+3e · Ricketts 88e |       |                            | Spectateurs : 10 235 Arbitrage : Ricardo Cerdas Sanchez | Spectateurs : 10 235 Arbitrage : Ricardo Cerdas Sanchez |
| 19:00 UTC-5      | Rapport                                                           |       |                            | Spectateurs : 10 235 Arbitrage : Ricardo Cerdas Sanchez | Spectateurs : 10 235 Arbitrage : Ricardo Cerdas Sanchez |

## Groupe 5

### Résultats
| Rang | Équipe                          | Pts | J | G | N | P | Bp | Bc | Diff |  | Résultats (▼ dom., ► ext.)      |     |     |     |     |
| ---- | ------------------------------- | --- | - | - | - | - | -- | -- | ---- |  | ------------------------------- | --- | --- | --- | --- |
| 1    | Guatemala                       | 18  | 6 | 6 | 0 | 0 | 19 | 3  | +16  |  | Guatemala                       |     | 3-1 | 4-0 | 3-0 |
| 2    | Belize                          | 7   | 6 | 2 | 1 | 3 | 9  | 10 | -1   |  | Belize                          | 1-2 |     | 1-1 | 1-4 |
| 3    | Saint-Vincent-et-les-Grenadines | 5   | 6 | 1 | 2 | 3 | 4  | 12 | -8   |  | Saint-Vincent-et-les-Grenadines | 0-3 | 0-2 |     | 2-1 |
| 4    | Grenade                         | 4   | 6 | 1 | 1 | 4 | 7  | 14 | -7   |  | Grenade                         | 1-4 | 0-3 | 1-1 |     |

### Détails des rencontres
| 2 septembre 2011 | Grenade | 0 – 3 | Belize                        | Grenada National Stadium, St George's           |                                                 |
| 15:30 UTC-4      |         |       | 11e 79e McCauley · 35e Roches | Spectateurs : 2 600 Arbitrage : David Rubalcaba | Spectateurs : 2 600 Arbitrage : David Rubalcaba |
| 15:30 UTC-4      | Rapport |       |                               | Spectateurs : 2 600 Arbitrage : David Rubalcaba | Spectateurs : 2 600 Arbitrage : David Rubalcaba |

| 2 septembre 2011 | Guatemala                                          | 4 – 0 | Saint-Vincent-et-les-Grenadines | Estadio Mateo Flores, Guatemala               |                                               |
| 20:00 UTC-6      | Papa 15e · Flores 31e · Rodríguez 53e · García 71e |       |                                 | Spectateurs : 24 000 Arbitrage : Erick Andino | Spectateurs : 24 000 Arbitrage : Erick Andino |
| 20:00 UTC-6      | Rapport                                            |       |                                 | Spectateurs : 24 000 Arbitrage : Erick Andino | Spectateurs : 24 000 Arbitrage : Erick Andino |

| 6 septembre 2011 | Belize       | 1 – 2 | Guatemala              | FFB Field, Belmopan                                  |                                                      |
| 16:05 UTC-6      | McCauley 77e |       | Cabrera 4e · López 75e | Spectateurs : 3 027 Arbitrage : Marlon Alfonso Mejia | Spectateurs : 3 027 Arbitrage : Marlon Alfonso Mejia |
| 16:05 UTC-6      | Rapport      |       |                        | Spectateurs : 3 027 Arbitrage : Marlon Alfonso Mejia | Spectateurs : 3 027 Arbitrage : Marlon Alfonso Mejia |

| 18 septembre 2011 | Saint-Vincent-et-les-Grenadines | 2 – 1 | Grenade       | Stade d'Arnos Vale, Kingstown             |                                           |
| 15:00 UTC-4       | M. Samuel 22e · Stewart 72e     |       | 76e Langaigne | Spectateurs : 2 500 Arbitrage : Paul Ward | Spectateurs : 2 500 Arbitrage : Paul Ward |
| 15:00 UTC-4       | Rapport                         |       |               | Spectateurs : 2 500 Arbitrage : Paul Ward | Spectateurs : 2 500 Arbitrage : Paul Ward |

| 7 octobre 2011 | Saint-Vincent-et-les-Grenadines | 0 – 3 | Guatemala                          | Stade d'Arnos Vale, Kingstown |                         |
| 15:05 UTC-4    |                                 |       | 44e 58e Rodríguez · 71e Pezzarossi | Arbitrage : Marcos Brea       | Arbitrage : Marcos Brea |
| 15:05 UTC-4    | Rapport                         |       |                                    | Arbitrage : Marcos Brea       | Arbitrage : Marcos Brea |

| 7 octobre 2011 | Belize      | 1 – 4 | Grenade                                           | FFB Field, Belmopan                              |                                                  |
| 15:30 UTC-6    | Simpson 90e |       | 37e Rennie · 41e Julien · 50e Joseph · 80e Murray | Spectateurs : 1 200 Arbitrage : Franklin Jarquin | Spectateurs : 1 200 Arbitrage : Franklin Jarquin |
| 15:30 UTC-6    | Rapport     |       |                                                   | Spectateurs : 1 200 Arbitrage : Franklin Jarquin | Spectateurs : 1 200 Arbitrage : Franklin Jarquin |

| 11 octobre 2011 | Guatemala                                        | 3 – 1 | Belize       | Estadio Mateo Flores, Guatemala                |                                                |
| 20:00 UTC-6     | Gallardo 8e (pen.) · López 65e · Ruiz 78e (pen.) |       | 31e McCauley | Spectateurs : 21 107 Arbitrage : Jose Penaloza | Spectateurs : 21 107 Arbitrage : Jose Penaloza |
| 20:00 UTC-6     | Rapport                                          |       |              | Spectateurs : 21 107 Arbitrage : Jose Penaloza | Spectateurs : 21 107 Arbitrage : Jose Penaloza |

| 15 octobre 2011 | Grenade      | 1 – 1 | Saint-Vincent-et-les-Grenadines | Grenada National Stadium, St George's         |                                               |
| 15:00 UTC-4     | Murray 90+2e |       | 62e M. Samuel                   | Spectateurs : 2 000 Arbitrage : Bryan Willett | Spectateurs : 2 000 Arbitrage : Bryan Willett |
| 15:00 UTC-4     | Rapport      |       |                                 | Spectateurs : 2 000 Arbitrage : Bryan Willett | Spectateurs : 2 000 Arbitrage : Bryan Willett |

| 11 novembre 2011 | Belize       | 1 – 1 | Saint-Vincent-et-les-Grenadines | FFB Field, Belmopan                         |                                             |
| 15:30 UTC-6      | McCauley 22e |       | 11e Stewart                     | Spectateurs : 300 Arbitrage : Adrian Skeete | Spectateurs : 300 Arbitrage : Adrian Skeete |
| 15:30 UTC-6      | Rapport      |       |                                 | Spectateurs : 300 Arbitrage : Adrian Skeete | Spectateurs : 300 Arbitrage : Adrian Skeete |

| 11 novembre 2011 | Guatemala                    | 3 – 0 | Grenade | Estadio Mateo Flores, Guatemala              |                                              |
| 20:00 UTC-6      | García 1re 31e · Padilla 45e |       |         | Spectateurs : 13 710 Arbitrage : Neal Brizan | Spectateurs : 13 710 Arbitrage : Neal Brizan |
| 20:00 UTC-6      | Rapport                      |       |         | Spectateurs : 13 710 Arbitrage : Neal Brizan | Spectateurs : 13 710 Arbitrage : Neal Brizan |

| 15 novembre 2011 | Grenade           | 1 – 4 | Guatemala                                                            | Grenada National Stadium, St George's |                            |
| 15:00 UTC-4      | Rennie 37e (pen.) |       | 67e (csc) Williams · 77e Thompson · 84e Ramírez · 90+2e (csc) Joseph | Arbitrage : Rudolph Angela            | Arbitrage : Rudolph Angela |
| 15:00 UTC-4      | Rapport           |       |                                                                      | Arbitrage : Rudolph Angela            | Arbitrage : Rudolph Angela |

| 15 novembre 2011 | Saint-Vincent-et-les-Grenadines | 0 – 2 | Belize                  | Stade d'Arnos Vale, Kingstown |                          |
| 15:00 UTC-4      |                                 |       | 78e 81e (pen.) McCauley | Arbitrage : Kevin Thomas      | Arbitrage : Kevin Thomas |
| 15:00 UTC-4      | Rapport                         |       |                         | Arbitrage : Kevin Thomas      | Arbitrage : Kevin Thomas |

## Groupe 6

### Résultats
| Rang | Équipe                      | Pts | J | G | N | P | Bp | Bc | Diff |  | Résultats (▼ dom., ► ext.)  |     |     |     |      |
| ---- | --------------------------- | --- | - | - | - | - | -- | -- | ---- |  | --------------------------- | --- | --- | --- | ---- |
| 1    | Antigua-et-Barbuda          | 15  | 6 | 5 | 0 | 1 | 26 | 5  | +21  |  | Antigua-et-Barbuda          |     | 1-0 | 5-2 | 10-0 |
| 2    | Haïti                       | 13  | 6 | 4 | 1 | 1 | 21 | 6  | +15  |  | Haïti                       | 2-1 |     | 2-2 | 6-0  |
| 3    | Curaçao                     | 7   | 6 | 2 | 1 | 3 | 15 | 13 | +2   |  | Curaçao                     | 0-1 | 2-4 |     | 6-1  |
| 4    | Îles Vierges des États-Unis | 0   | 6 | 0 | 0 | 6 | 2  | 40 | -38  |  | Îles Vierges des États-Unis | 1-8 | 0-7 | 0-3 |      |

### Détails des rencontres
| 2 septembre 2011 | Haïti                                                                          | 6 – 0 | Îles Vierges des États-Unis | Stade Sylvio Cator, Port-au-Prince                  |                                                     |
| 15:00 UTC-5      | Marcelin 19e · Maurice 27e · Pierre-Louis 45e · Monuma 62e · Alexandre 65e 77e |       |                             | Spectateurs : 12 000 Arbitrage : Hugo Cruz Alvarado | Spectateurs : 12 000 Arbitrage : Hugo Cruz Alvarado |
| 15:00 UTC-5      | Rapport                                                                        |       |                             | Spectateurs : 12 000 Arbitrage : Hugo Cruz Alvarado | Spectateurs : 12 000 Arbitrage : Hugo Cruz Alvarado |

| 2 septembre 2011 | Antigua-et-Barbuda                                          | 5 – 2 | Curaçao                  | Sir Vivian Richards Stadium, St John's        |                                               |
| 19:00 UTC-4      | Joseph 42e · Griffith 45+2e · T. Thomas 54e · Byers 75e 80e |       | 9e Meulens · 74e Siberie | Spectateurs : 2 000 Arbitrage : Javier Santos | Spectateurs : 2 000 Arbitrage : Javier Santos |
| 19:00 UTC-4      | Rapport                                                     |       |                          | Spectateurs : 2 000 Arbitrage : Javier Santos | Spectateurs : 2 000 Arbitrage : Javier Santos |

| 6 septembre 2011 | Îles Vierges des États-Unis | 1 – 8 | Antigua-et-Barbuda                                                                    | Paul E. Joseph Stadium, Frederiksted            |                                                 |
| 15:30 UTC-4      | Browne 48e                  |       | 18e Christian · 38e (pen.) 49e 57e Byers · 47e Cochrane · 54e Dublin · 68e 82e Burton | Spectateurs : 250 Arbitrage : Stanley Lancaster | Spectateurs : 250 Arbitrage : Stanley Lancaster |
| 15:30 UTC-4      | Rapport                     |       |                                                                                       | Spectateurs : 250 Arbitrage : Stanley Lancaster | Spectateurs : 250 Arbitrage : Stanley Lancaster |

| 6 septembre 2011 | Curaçao                      | 2 – 4 | Haïti                                                            | Ergilio Hato Stadion, Willemstad              |                                               |
| 20:00 UTC-4      | De Waard 12e · Zimmerman 43e |       | 37e Lafrance · 58e Marcelin · 61e Guerrier · 75e (csc) Zimmerman | Spectateurs : 5 000 Arbitrage : Jeffrey Solis | Spectateurs : 5 000 Arbitrage : Jeffrey Solis |
| 20:00 UTC-4      | Rapport                      |       |                                                                  | Spectateurs : 5 000 Arbitrage : Jeffrey Solis | Spectateurs : 5 000 Arbitrage : Jeffrey Solis |

| 7 octobre 2011 | Îles Vierges des États-Unis | 0 – 7 | Haïti                                                                       | Paul E. Joseph Stadium, Frederiksted        |                                             |
| 16:00 UTC-4    |                             |       | 5e 66e (pen.) 82e Maurice · 11e Jaggy · 57e 64e Goreux · 74e (pen.) Belfort | Spectateurs : 406 Arbitrage : Kevile Holder | Spectateurs : 406 Arbitrage : Kevile Holder |
| 16:00 UTC-4    | Rapport                     |       |                                                                             | Spectateurs : 406 Arbitrage : Kevile Holder | Spectateurs : 406 Arbitrage : Kevile Holder |

| 7 octobre 2011 | Curaçao | 0 – 1 | Antigua-et-Barbuda | Ergilio Hato Stadion, Willemstad            |                                             |
| 20:00 UTC-4    |         |       | 73e T. Thomas      | Spectateurs : 2 563 Arbitrage : Oscar Reyna | Spectateurs : 2 563 Arbitrage : Oscar Reyna |
| 20:00 UTC-4    | Rapport |       |                    | Spectateurs : 2 563 Arbitrage : Oscar Reyna | Spectateurs : 2 563 Arbitrage : Oscar Reyna |

| 11 octobre 2011 | Haïti                            | 2 – 2 | Curaçao               | Stade Sylvio Cator, Port-au-Prince          |                                             |
| 15:00 UTC-5     | Maurice 25e (pen.) · Belfort 60e |       | Siberie 7e · Bito 14e | Spectateurs : 7 800 Arbitrage : Leon Clarke | Spectateurs : 7 800 Arbitrage : Leon Clarke |
| 15:00 UTC-5     | Rapport                          |       |                       | Spectateurs : 7 800 Arbitrage : Leon Clarke | Spectateurs : 7 800 Arbitrage : Leon Clarke |

| 11 octobre 2011 | Antigua-et-Barbuda                                                                        | 10 – 0 | Îles Vierges des États-Unis | Sir Vivian Richards Stadium, St John's        |                                               |
| 19:00 UTC-4     | T. Thomas 7e 41e 78e · Byers 24e 31e 40e · Burton 55e 65e · J. Thomas 86e · Murtagh 90+2e |        |                             | Spectateurs : 1 500 Arbitrage : James Matthew | Spectateurs : 1 500 Arbitrage : James Matthew |
| 19:00 UTC-4     | Rapport                                                                                   |        |                             | Spectateurs : 1 500 Arbitrage : James Matthew | Spectateurs : 1 500 Arbitrage : James Matthew |

| 11 novembre 2011 | Îles Vierges des États-Unis | 0 – 3 | Curaçao                   | Paul E. Joseph Stadium, Frederiksted           |                                                |
| 16:00 UTC-4      |                             |       | 8e 14e Siberie · 26e Bito | Spectateurs : 210 Arbitrage : Mauricio Navarro | Spectateurs : 210 Arbitrage : Mauricio Navarro |
| 16:00 UTC-4      | Rapport                     |       |                           | Spectateurs : 210 Arbitrage : Mauricio Navarro | Spectateurs : 210 Arbitrage : Mauricio Navarro |

| 11 novembre 2011 | Antigua-et-Barbuda | 1 – 0 | Haïti | Sir Vivian Richards Stadium, St John's      |                                             |
| 19:00 UTC-4      | Skepple 81e        |       |       | Spectateurs : 8 000 Arbitrage : José Pineda | Spectateurs : 8 000 Arbitrage : José Pineda |
| 19:00 UTC-4      | Rapport            |       |       | Spectateurs : 8 000 Arbitrage : José Pineda | Spectateurs : 8 000 Arbitrage : José Pineda |

| 15 novembre 2011 | Haïti                    | 2 – 1 | Antigua-et-Barbuda | Stade Sylvio Cator, Port-au-Prince |                              |
| 15:00 UTC-5      | Aveska 60e · Belfort 67e |       | 10e Thomas         | Arbitrage : Baldomero Toledo       | Arbitrage : Baldomero Toledo |
| 15:00 UTC-5      | Rapport                  |       |                    | Arbitrage : Baldomero Toledo       | Arbitrage : Baldomero Toledo |

| 15 novembre 2011 | Curaçao                                                        | 6 – 1 | Îles Vierges des États-Unis | Ergilio Hato Stadion, Willemstad |                             |
| 20:00 UTC-4      | Carmelia 33e 78e · Siberie 40e 86e · Espacia 73e · Cijntje 90e |       | 51e Cornelius               | Arbitrage : Valdin Legister      | Arbitrage : Valdin Legister |
| 20:00 UTC-4      | Rapport                                                        |       |                             | Arbitrage : Valdin Legister      | Arbitrage : Valdin Legister |

## Meilleurs buteurs
| Pos | Joueur             | Pays                   | Buts |
| --- | ------------------ | ---------------------- | ---- |
| 1   | Peter Byers        | Antigua-et-Barbuda     | 8    |
| 2   | Deon McCaulay      | Belize                 | 7    |
| 3   | Tamarley Thomas    | Antigua-et-Barbuda     | 6    |
| 3   | Rocky Siberie      | Curaçao                | 6    |
| 3   | Blas Pérez         | Panama                 | 6    |
| 6   | Erick Ozuna        | République dominicaine | 5    |
| 6   | Jean-Eudes Maurice | Haïti                  | 5    |

### Liens
- FIFA.com